# Странное увлечение
«Странное увлечение» (англ. Strange Fascination) — фильм нуар режиссёра Гуго Гааса, который вышел на экраны в 1952 году.
Фильм рассказывает о всемирно известном пианисте Поле Марване (Гуго Гаас), жизнь которого рушится после женитьбы на красивой роковой женщине Марго (Клео Мур).
Это была третья голливудская картина Гааса, где он выступал в качестве продюсера, сценариста, режиссёра и исполнителя главной роли, и первая из семи его совместных работ с актрисой Клео Мур. Фильм не привлёк особого интереса критики, в целом скептически относившейся к работам Хааса и актёрским способностям Мур.

## Сюжет
В Нью-Йорке вечером у дверей служебного входа в «Карнеги-Холл» интеллигентный, но потрёпанный Пол Марван (Гуго Гаас) слушает фортепианный концерт, после чего приходит в пустой зрительный зал в доме Армии спасения, где одной рукой наигрывает на фортепиано мелодию, вспоминая о событиях последнего времени:
Ещё недавно Пол был одним из ведущих исполнителей Шопена в Европе. Однажды после выступления с симфоническим оркестром на Музыкальном фестивале в Зальцбурге он знакомится с богатой американской вдовой Дианой Фаулер (Мона Барри) и двумя её взрослыми детьми — дочерью Джун (Карен Шарп) и сыном Уолтером (Пэт Холмс). Во время последующего ужина Диана неожиданно приглашает Пола в Америку, намереваясь профинансировать его карьеру и сделать его звездой. Пол с радостью соглашается и вскоре переезжает в шикарную нью-йоркскую квартиру Фаулеров, где готовится к интенсивному гастрольному туру по городам США, который должен начаться через 2-3 недели. Постоянные репетиции Пола раздражают как Джун, так и Уолтера, кроме того, подруги Дианы из светского общества намекают на то, что могут пойти слухи о её романе с Полом. Вскоре к Диане приходит представитель концертного агентства Шайнер (Марк Крах), который сообщает, что гастрольный тур уже практически готов, однако требуются дополнительные средства на его организацию. Диана без вопросов выделяет деньги, а также оплачивает страховку рук Пола, которая составляет 3400 долларов.
После нескольких успешных концертов, Пол приезжает в Филадельфию, где вечером заходит в гостиничный ночной клуб, чтобы поужинать. В этот момент в клубе выступает пара танцоров — Марго (Клео Мур) и Карло (Рик Валлин). Не обращая внимания на их номер, Пол шумно садится за столик, читает меню, делает заказ и приступает к еде. Такое неуважение к их выступлению раздражает Марго, которая после своего номера выясняет у гардеробщицы, что Пол — известный пианист, который завтра выступает с сольной программой в городском концертном зале. Желая отомстить Полу, Марго на следующий день демонстративно приходит на его концерт с опозданием, с шумом протискивается мимо зрителей, снимает верхнюю одежду, листает программку, кашляет и болтает с подругой, вызывая недовольство других зрителей. Однако вскоре игра Пола настолько захватывает её, что она замолкает и с восхищением внимает каждому звуку. После окончания концерта Марго приходит к Полу в гримёрную, где просит у него автограф и напоминает, что вчера он мог видеть её выступление в ночном клубе. Пол приглашает её в бар, где они весело проводят время за разговорами об актёрской профессии. Ощущая разницу в возрасте, Пол опасается продолжения отношений. На следующее утро он уезжает в Питтсбург, однако оставляет Марго свой нью-йоркский адрес.
По завершении гастролей Пол возвращается в Нью-Йорк, где Шайнер и Диана изучают отличные отзывы прессы о его выступлениях. Пол возвращает Диане часть долга в 600 долларов, а она в свою очередь снимает для него отдельную квартиру. Вскоре ему звонит Марго, сообщая, что бросила Карло и приехала в Нью-Йорк для участия в шоу, однако оно было закрыто. Марго просит у Пола разрешения пожить у него несколько дней, однако поначалу он отказывается, опасаясь, что это негативно воспримет Диана и другие люди, с которыми он работает. Однако уже на следующий день Марго готовит для Пола ужин и ухаживает за домом. Марго спит в его спальной, в то время, как Пол по ночам репетирует, после чего спит в гостиной на диване. Чтобы о ней никто не узнал, Пол строго запрещает ей подходить к телефону. Однако вскоре к Полу домой заходит Шайнер, который застаёт Марго выходящей из душа. Шайнер говорит, что организовал для Пола ещё один гастрольный тур перед выступлением в «Карнеги-Холле», одновременно давая понять, что Пол сделал глупость, впустив к себе молодую девушку. Вскоре Пол сознаётся Диане, что у него дома живёт молодая танцовщица, с которой он познакомился на гастролях, однако Диана воспринимает эту новость спокойно и даже с интересом. Радостный Пол приходит домой и дарит Марго духи, после чего она сообщает, что Карло, как выясняется, совсем не обижен на неё за побег, и более того, приглашает её в свою новую программу. Эта новость расстраивает Пола, который признаётся ей в любви. Затем он сообщает, что уезжает на гастроли на две недели, откуда рассчитывает вернуться с деньгами, после чего предлагает обсудить их дальнейшие планы. Марго отвечает, что считает Пола великим музыкантом, и хочет быть с ним повсюду, в том числе сопровождать его на гастролях, после чего они целуются.
Вскоре Шайнер приходит к Диане с одной из местных газет, в которой сообщается о свадьбе Пола и Марго во время гастролей. Это не радует ни Шайнера, ни Диану. Тем временем гастроли проходят с большим успехом, и Марго присутствует на всех выступлениях в первом ряду. Однако во время переезда в очередной город поезд останавливается из-за наводнения. В связи со стихийным бедствием оставшиеся концерты приходится отменить, при этом организаторы отказываются возвращать вложенные в тур деньги, ссылаясь на форс-мажор. В итоге Пол, который уже успел истрать аванс на Марго, возвращается в Нью-Йорк без денег. Он обращается за помощью к Диане, которая сожалеет о провале тура, однако отказывается содержать Пола. В итоге, чтобы заработать на жизнь, Марго устраивается манекенщицей в дорогой дом мод. Когда Пол замечает, что у Марго появились мужчины, которые подвозят её домой и с которыми она флиртует по телефону, он начинает ревновать, и вскоре требует, чтобы жена уволилась с работы. Шайнер пытается организовать для Пола разовые выступления, однако они не приносят достаточно денег, и вскоре Пол и Марго вынуждены переехать в более дешёвую квартиру. Некоторое время спустя Карло звонит Марго, приглашая её в своё новое музыкальное шоу с постоянной зарплатой в 200 долларов в неделю, однако Пол запрещает ей работать с Карло. Тем временем Шайнеру удаётся организовать для Пола выступление в эстрадной программе на польской вечеринке. Перед выступлением Пол звонит домой, но не застав Марго дома, немедленно едет в театр, где видит, как Марго о чём-то оживлённо беседует с Карло. Пол хочет увести Марго, однако Карло удерживает её, настаивая на том, что она должна работать. Пол уходит один, после чего напивается в польском ресторане, срывая своё выступление. При очередной встрече Шайнер заявляет Полу, что теперь он вряд ли может рассчитывать на приглашения. Дома расстроенный Пол ожидает Марго, которая отказалась от предложения Карло, и теперь не понимает, на какие деньги они будут жить. Марго предлагает попросить денег взаймы у Дианы, однако Пол сообщает, что по-прежнему должен ей почти 3000 долларов за страховку. В итоге Пол вынужден выступать в барах, однако видя, как жена заигрывает там с пьяными клиентами, прекращает выступление и уводит её домой. Он звонит Диане с просьбой о помощи, однако она отвечает, что не будет «финансировать его глупости». После того, как он бросает трубку, Диана плачет. Вернувшись домой, Пол говорит Марго, что Диана помогла бы ему, если бы он остался один, но он не может расстаться с Марго, называя её «странным увлечением» и «своим проклятьем», без которой не может жить.
Вскоре Пол направляется в музыкальное издательство в надежде продать одну из своих музыкальных пьес, которую написал ещё в Европе. Директор издательства с интересом относится к работе Пола и просит наиграть пьесу на фортепиано. Пока директор на несколько минут выходит в печатный цех, Пол звонит домой, где Марго объявляет ему, что решила с ним расстаться, так как их отношения были ошибкой, и она возвращается в шоу-бизнес. Он умоляет Марго дождаться своего возвращения, обещая достать деньги, однако когда возвращается директор издательства, подавленный своими мыслями, Пол не в состоянии сосредоточиться на игре. Директор уходит, предлагая Полу назначить новую встречу, когда он будет готов. Выйдя из кабинета, Пол заходит в типографский цех, где рабочий предупреждает его быть аккуратнее около печатной машины. Вскоре из цеха кричат, что рука Пола попала в машину, и его срочно доставляют в больницу. Врачи констатируют, что жизни Пола ничто не угрожает, однако он никогда больше не сможет выступать как пианист. По поручению матери Джун звонит Марго, предлагая ей финансовую помощь, однако та отказывается. Подруга предлагает Марго вернуться в шоу Карло, утверждая, что он всё ещё ждёт её. В больнице Пол заявляет представителям страховой компании, что после тяжёлого разговора с женой потерял сознание в печатном цехе, что и привело к травме. Тем временем Диана лично приходит к Марго домой, предлагая ей финансовую помощь, однако Марго, отказывается, рассчитывая на деньги от страховки, которых должно хватить на некоторое время. Диана говорит Марго, что ту привлекали в Поле прежде всего высокий авторитет и статус признанного музыканта, но теперь этого не будет, и они оба будут страдать. На прямой вопрос Марго, любит ли Диана Пола, та отвечает, что не любит, но хочет ему помочь. Марго говорит, что готова уйти от Пола, если Диана позаботится о нём. После появления Карло Диана уходит, подтверждая готовность помочь, а Марго и Карло целуют друг друга. Пол возвращается домой, где видит, что Марго ушла, оставив ему прощальную записку. Вскоре раздаётся звонок из страховой компании, которая сообщает, что нашёлся свидетель, рабочий цеха, который утверждает, что видел, как Пол умышленно сунул руку в печатную машину. В связи с этим, если Пол не отзовёт своё страховое заявление, то дело будет передано в суд. Пол просит уничтожить своё заявление.
Воспоминание Пола заканчивается. Он сидит за фортепиано в клубе Армии спасения, однако теперь зал полон бездомными и бродягами, которые ему страстно аплодируют. По их просьбе Пол одной рукой играет заводной регтайм. Из дверей зала Диана и Джун сочувственно наблюдают за этой сценой.

## В ролях
- Клео Мур — Марго
- Гуго Гаас — Пол Марван
- Мона Барри — Диана Фаулер
- Рик Валлин — Карло
- Карен Шарп — Джун Фаулер
- Рой Энджел — мистер Фрим

## История создания фильма
Актёр и режиссёр Гуго Гаас уехал из родной Чехии в 1939 году, когда в страну пришли нацисты. Вскоре Гаас перебрался в Голливуд, где в начале 1940-х годов продолжил кинокарьеру. В период с 1944 года по 1962 год Гаас поставил в Голливуде 14 фильмов, в основном это были криминальные мелодрамы. В большинстве своих режиссёрских работ Гаас выступал также как продюсер, сценарист и исполнитель главной роли.
Гаас снял Клео Мур в главной женской роли в семи своих фильмах, среди них наиболее значимы «Признание одной девушки» (1953), «Другая женщина» (1954), «Останови завтрашний день» (1955) и «Наезд» (1957). Как отметил киновед Хэл Эриксон, «Странное увлечение» был «третьим проектом актёра Гуго Гааса в качестве продюсера и режиссёра», а «для Клео Мур — первым из многих фильмов Гааса, в которых она сыграет». После съёмок в фильме Гааса «Наезд» в 1957 году Мур в возрасте 28 лет завершила свою актёрскую карьеру.
Рабочее название этого фильма — «Лёгкая добыча» (англ.  Pushover ).

## Оценка фильма критикой
Как это часто было с фильмами Гааса, критика не проявила к этой картине особого интереса. Современный киновед Спенсер Селби написал, что фильм рассказывает о «красивой роковой женщине, которая разрушает жизнь пианиста». По мнению Хэла Эриксона, этот фильм Гааса, был «хотя бы внешне лучше и оригинальнее, чем два его предыдущих фильма». Как и в предыдущих фильмах, Гаас снова разрабатывает тему мужчины средних лет, который безнадёжно влюбляется в значительно более молодую женщину, однако на этот раз «он избегает своей обычной склонности к мелодраме ради сентиментальности». Майкл Кини с иронией написал, что в «„Странном увлечении“ нет ничего увлекательного, кроме того факта, как Гаасу (который, как обычно, написал сценарий, продюсировал, поставил и сыграл главную роль) удалось добиться финансирования этого странного фильма».